# Trichocera alticola
Trichocera alticola är en tvåvingeart som beskrevs av Alexander 1935. Trichocera alticola ingår i släktet Trichocera och familjen vintermyggor. Inga underarter finns listade i Catalogue of Life.